# Wolfgang Simon (Fußballspieler, 1946)
Wolfgang Simon (* 12. August 1946) ist ein ehemaliger deutscher Fußballspieler. Der Mittelfeld- und Abwehrspieler hat bei Eintracht Braunschweig (1965 bis 1968) vier Ligaspiele in der Fußball-Bundesliga und danach beim VfL Wolfsburg von 1968 bis 1973 in der zweitklassigen Fußball-Regionalliga Nord 120 Ligaspiele mit acht Toren absolviert.

## Laufbahn
Vom MTV Gifhorn kommend, begann Simon seine Profikarriere zur Saison 1965/66 bei Bundesligist Eintracht Braunschweig. Neben dem vormaligen Amateur aus Gifhorn hatte Braunschweig noch die weiteren Spieler Wolfgang Matz, Werner Rinass und die zwei eigenen Amateure Wolfgang Grzyb und Wolf-Rüdiger Krause neu in den Lizenzspielerkader aufgenommen. Am 30. Oktober 1965 gab er im Heimspiel gegen den TSV München 1860 sein Bundesligadebüt. Die Sechziger wurden am Rundenende Deutscher Meister und hatten mit Alfred Heiß, Friedhelm Konietzka, Rudolf Brunnenmeier, Peter Grosser und Hans Rebele einen hochkarätig besetzten Angriff nach Niedersachsen mitgebracht. Mit zwei Treffern sorgte Angreifer Lothar Ulsaß für den einen Punkt des Gastgebers gegen das Team von Trainer Max Merkel. Vor Torhüter Hans Jäcker bildete Simon als linker Außenläufer mit Wolfgang Brase, Klaus Meyer, Walter Schmidt und Peter Kaack die kompakte Defensive der Eintracht. Am Ende der Saison belegte die Blau-Gelben vom Stadion an der Hamburger Straße den zehnten Platz in der Tabelle; Simon war noch in den zwei Rundenspielen gegen Eintracht Frankfurt (1:4) und Tasmania 1900 Berlin (3:1) zu weiteren Einsätzen gekommen. Im DFB-Pokal hatte Trainer Helmuth Johannsen am 22. Januar 1966 beim Auswärtsspiel gegen den FC Bayern München ebenfalls auf Simon vertraut. Die Defensive um Horst Wolter, Brase, Meyer, Matz, Kaack und Simon zog sich bei der 0:1-Niederlage gegen Angreifer wie Rudolf Nafziger, Rainer Ohlhauser, Gerd Müller, Jakob Drescher und Dieter Brenninger gut aus der Affäre.
In der folgenden Saison kam der Abwehrspieler für Braunschweig, auch infolge eines Adduktorenanrisses in der Leiste, zu keinem Einsatz, konnte als Mitglied des Spielerkaders mit dem Verein jedoch trotzdem den Gewinn der deutschen Meisterschaft feiern. Die letzten Bundesligaeinsatzminuten erlebte er zu seinem Abschied am 34. Rundenspieltag 1967/68, als Simon am 25. Mai 1968, bei einer 1:2-Heimspielniederlage gegen den 1. FC Köln in der 84. Minute für Klaus Gerwien eingewechselt wurde.
Im Sommer 1968 wechselte Simon gemeinsam mit Wolfgang Matz und Wolf-Rüdiger Krause zum Regionalligisten VfL Wolfsburg. Der VfL belegte 1968/69 unter Trainer Imre Farkaszinski mit der Mannschaft den siebten Platz in der Tabelle und Simon hatte in 31 Ligaspielen fünf Tore für die „Wölfe“ erzielt. Das Regionalligadebüt von Simon hatte am 18. August 1968 bei einem 3:0-Auswärtserfolg gegen den Itzehoer SV stattgefunden. Der Neuzugang aus Braunschweig hatte als Halbstürmer einen Treffer erzielt.
In seiner zweiten Wolfsburger Runde, 1969/70, erreichte er mit seinen Mannschaftskollegen die Vizemeisterschaft und zog damit in die Bundesligaaufstiegsrunde ein. In der Regionalliga Nord war er in 26 Ligaspielen aufgelaufen und hatte drei Tore erzielt. Eröffnet hatten Simon und Kollegen die Runde am 17. August 1969 mit einer 0:1-Heimniederlage gegen SV Arminia Hannover, legten aber sofort im ersten Auswärtsspiel acht Tage später mit einem 2:1-Erfolg beim FC St. Pauli positiv nach. In der Rückrunde revanchierten sie sich mit einem 3:0-Erfolg bei Arminia Hannover und beendeten die Verbandsrunde am 21. Mai 1970 mit einem 2:0-Erfolg bei Concordia Hamburg als Vizemeister. Gegen den späteren Aufsteiger Kickers Offenbach verloren der Nordvize beide Spiele in der Aufstiegsrunde (1:2, 1:3) und beendete am 27. Juni 1970 diese Runde mit einem 4:4 beim FK Pirmasens, wobei Simon in seinem siebten Aufstiegsrundenspiel seinen zweiten Treffer erzielte.
Ein weiterer sportlicher Höhepunkt stellten die Spiele im DFB-Pokal im Dezember 1970 gegen den Bundesligisten FC Schalke 04 dar. Das Heimspiel am 13. Dezember endete vor 21.000 Zuschauern nach Verlängerung 2:2; im Wiederholungsspiel in Gelsenkirchen setzte sich Schalke einen Tag vor Weihnachten im Elfmeterschießen (3:1) gegen Wolfsburg durch. In beiden Spielen war Simon in der Innenverteidigung bei Wolfsburg aufgelaufen und hatte wirkungsvoll gegen die Offensivqualität von Spielern wie Heinz van Haaren, Herbert Lütkebohmert, Klaus Scheer, Reinhard Libuda, Klaus Fischer und Hans Pirkner angekämpft.
Nach der Saison 1972/73 beendete der kopfballstarke defensive Mittelfeldakteur und Innenverteidiger seine höherklassige aktive Spielerlaufbahn. Er lebt mit Familie in der Gemeinde Meinersen und hat durch Sohn Daniel und Enkel Luis weiterhin enge Verbindung zu Eintracht Braunschweig.